# رودولفو دي باولي
رودولفو دي باولي (بالإسبانية: Rodolfo De Paoli)‏ هو لاعب كرة قدم ومدرب رياضي ومختص بالموسيقى وصحفي رياضي أرجنتيني، ولد في 1978 في بوينس آيرس في الأرجنتين.